# Giovanni Spilla
Giovanni Spilla (in spagnolo Juan de Espila) (Deba, 1560 circa – Acerenza, 20 settembre 1619) è stato un arcivescovo cattolico spagnolo.

## Biografia
L'arcivescovo Spilla nacque da una famiglia nobile della terra di Deba in Biscaglia, la quale aveva avuto molti altri personaggi illustri. Egli, prima di raggiungere la carica arcivescovile, era stato maestro Domenicano e pubblico lettore di filosofia e teologia all'accademia di Salamanca, e confessore del conte di Benevento, Juan Alonso Pimentel de Herrera, viceré di Napoli dal 1603 al 1610 sotto Filippo III di Spagna. Celebrò sull'altare della Madonna della Bruna nella cattedrale di Matera il matrimonio tra suo nipote Francesco Spilla, che lo aveva seguito nella sua nuova sede, e la contessa Giulia Gattini il 25 febbraio 1618. Un altro suo nipote, Francesco Yziar, sposò ad Acerenza la nobile Caterina Simonello, vedova del dottor Giovanni Leonardo Caterini e madre di Maddalena Caterini, sposa del conte Donato Gattini di Matera. Il 21 marzo 1618, a richiesta del magnifico Giovanni Camillo Caterini, procuratore del conte Andrea Salazar, emise un decreto che permetteva la traslazione dei corpi di D. Alfonso Salazar e del figlio don Antonio in una più onorevole sepoltura nella sagrestia della chiesa madre di Vaglio Basilicata.

## Genealogia episcopale
La genealogia episcopale è:
- Cardinale Guillaume d'Estouteville, O.S.B.Clun.
- Papa Sisto IV
- Papa Giulio II
- Cardinale Raffaele Sansone Riario
- Papa Leone X
- Papa Paolo III
- Cardinale Francesco Pisani
- Cardinale Alfonso Gesualdo di Conza
- Papa Clemente VIII
- Papa Paolo V
- Cardinale Marcello Lante
- Arcivescovo Giovanni Spilla, O.P.